# Wilhelm Stenhammar
Wilhelm Stenhammar (Stoccolma, 7 febbraio 1871 – Jonsered, 20 novembre 1927) è stato un compositore, pianista e direttore d'orchestra svedese.

## Biografia
Wilhelm Stenhammar nacque a Stoccolma, dove ricevette la sua prima educazione musicale. Andò poi a Berlino per approfondire i suoi studi musicali.
Divenne un grande ammiratore della musica tedesca, in particolare di Richard Wagner e di Anton Bruckner. Stenhammar stesso descrisse lo stile della sua Prima sinfonia in Fa maggiore come “idilliaco Bruckner”. Successivamente, come altri compositori svedesi della sua generazione (tra cui Adolf Wiklund, a cui fu legato da una stretta amicizia) cercò nella scrittura musicale uno gusto più nordico, ispirandosi all'opera di Carl Nielsen e Jean Sibelius. Soprattutto la seconda sinfonia di Sibelius ebbe un grande effetto su Stennhammar, portandolo a cambiare il suo stile e a rinnegare il valore della sinfonia che aveva composto poco tempo prima .
Dal 1906 al 1922 fu direttore artistico e direttore principale dell'Orchestra Sinfonica di Göteborg, la prima orchestra sinfonica professionale a tempo pieno in Svezia non legata a un teatro. In tale veste, organizzò molte esecuzioni di musica scritta da compositori contemporanei scandinavi.
Nel 1909, ricoprì per breve tempo la carica di direttore musicale presso l'Università di Uppsala, dove gli succedette Hugo Alfvén l'anno successivo.
Stenhammar morì d'infarto a 56 anni di età a Jonsered, nella provincia storica di Västergötland. È sepolto a Göteborg.
Gli è stato dedicato l'asteroide 15239 Stenhammar.

## Produzione musicale
La sua produzione è assai varia e comprende due sinfonie completate, una serenata per orchestra, due concerti per pianoforte, quattro sonate per pianoforte, una sonata per violino, sei quartetti d'archi, molti lied e altre opere vocali, tra cui molti lavori di ampio respiro per coro o voci e orchestra: ad esempio la ballata popolare Florez och Blanzeflor op. 3 (1891 ca.), Itaca op. 21 (1904), le cantate Ett (Le persone) del 1905 e Sången (Canzone) op. 44 del 1921.
Scrivendo nel Chamber Music Journal, R.H.R. Silvertrust sostiene che i sei quartetti per archi di Stenhammar sono i più importanti scritti nel periodo intercorso tra Brahms e Bartok. Sebbene il giudizio sia opinabile, non si può negare che i suoi quartetti rappresentano uno sviluppo molto importante durante i venticinque anni in cui scrisse musica da camera. Timbricamente, si va dal Romanticismo medio-tardo ad uno stile simile a quello del Sibelius maturo. Anche se non sconosciuti al pubblico svedese di musica da camera, i quartetti di Stenhammar sono stati tristemente trascurati.
Stenhammar è stato considerato il migliore pianista svedese del suo tempo; per quasi la metà della sua vita ha lavorato strettamente con il Quartetto Aulin, un quartetto d'archi svedese dell'epoca piuttosto noto a livello europeo. Con loro ha dato concerti in tutta Europa nella formazione di quintetto con pianoforte. Non è infatti un caso che i suoi quartetti mostrino una grande comprensione del timbro e della tecnica degli strumenti ad arco.
Nel 2008 Musikaliska konstföreningen ha pubblicato la prima edizione mondiale del suo Allegro Brillante per quartetto con pianoforte composto nel 1891 e il suo Allegro non tanto per trio con pianoforte composto nel 1895.

### Lista delle composizioni
- Lavori per orchestra
  - Concerto per pianoforte n°1 in Si bemolle minore, op. 1 (1893)
  - Excelsior! , Concerto Ouverture, op. 13 (1896)
  - Sinfonia n°1 in Fa maggiore (1902-1903, poi ritirata)
  - Concerto per n°2 in Re minore, op. 23 (1904–1907)
  - Due romanze sentimentali per violino e orchestra, op. 28 (1910)
  - Serenata in Fa maggiore, op. 31 (1908–1913, rivista nel 1919)
  - Sinfonia n°2 in Sol minore, op. 34 (1911–1915)
  - Sinfonia n°3 in Do maggiore (1918–1919, frammento)
- Opere e lavori per coro
  - Florez e Blanzeflor, per baritono e orchestra, op. 3 (1891)
  - Gildet på Solhaug, opera, op. 6 (1892–1893)
  - Tirfing, opera, op. 15 (1897–1898)
  - Itaca, per baritono e orchestra, op. 21 (1904)
  - Ett Folk, cantata, op. 22 (1904–1905)
  - Midvinter, per coro e orchestra, op. 24 (1907)
  - Sången, cantata sinfonica per solisti, coro, coro di bambini e orchestra, op. 44 (1921)
  - Circa sessanta canzoni
- Musica da camera
  - Quartetto d'archi n°1 in Do maggiore, op. 2 (1894)
  - Quartetto d'archi n°2 in Do minore, op. 14 (1896)
  - Quartetto d'archi n°3 in Fa maggiore, op. 18 (1897–1900)
  - Quartetto d'archi n°4 in La minore, op. 25 (1904–1909)
  - Quartetto d'archi n°5 in Do maggiore, op. 29 (1910)
  - Quartetto d'archi n°6 in Re minore, op. 35 (1916)
  - Sonata per violino in La minore, op. 19 (1899–1900)
  - Trio per pianoforte: Allegro ma non tanto in La maggiore, (1895)
  - Quartetto per pianoforte: Allegro Brillante in Mi bemolle maggiore, (1891)
- Musica per pianoforte
  - Sonata n°1 in Do maggiore (1880)
  - Sonata n°2 in Do minore (1881)
  - Sonata n°3 in La bemolle maggiore (1885)
  - Sonata n°4 in G minore (1890)
  - Tre fantasie, op. 11 (1895)
  - Sonata in La bemolle maggiore, op. 12 (1895)
  - Tarda estate, cinque pezzi per pianoforte, op. 33 (1914)